# Isaac van Haastert
Isaac van Haastert (Delft, november 1753 - Delft, 28 februari 1834) was een Delfts tekenaar, schilder, dichter, schrijver, voorganger en verzamelaar.  Ook was hij een van de oprichters van het Delftse geloofsgenootschap Christo Sacrum.
Isaac van Haastert, ook wel Izaak van Haastert, werd geboren in Delft als kind van Jan van Haastert en Elisabeth Jabot, en gedoopt op 18 november 1753 aldaar.
Op 3 november 1793 trouwde hij met Johanna Maria van Maaswijk. 

## Genootschap Christo Sacrum

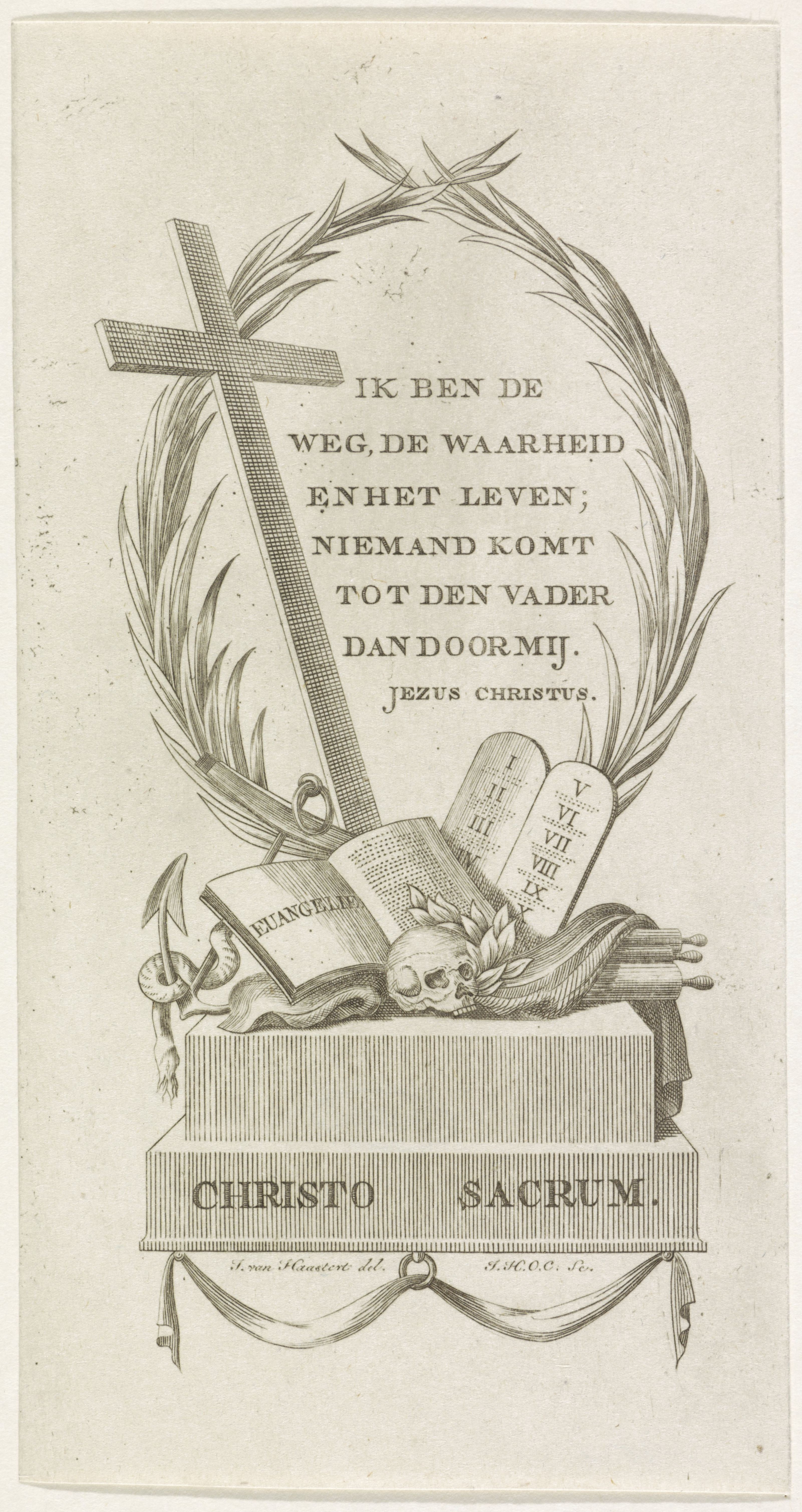
Allegorie van het Genootschap Christo Sacrum te Delft, circa 1800

Van Haastert was een van de oprichters van het geloofsgenootschap Christo Sacrum in Delft. In 1797 werd door enkele leden van de Waalse gemeente in Delft een vereniging opgericht die bijeenkwam om te dicussiëren over 'zedelijke vraagstukken'. Het gezelschap, dat bestond uit voornamelijk universitair opgeleide jongemannen, noemde zich 'La Confraternité'. Een aantal van hen was tevens vrijmetselaar. Tijdens de bijeenkomsten rees de gedachte een godsdienstig genootschap op te richten. Aanvankelijk werd er weinig ruchtbaarheid gegeven aan de bijeenkomsten, maar het ledental groeide en in 1801 trad het genootschap uit de anonimiteit middels een geschrift, waaruit een interconfessionele opzet sprak. Voorzitter was Jacob Hendrik Onderdewijngaart Canzius, eigenaar van een instrumentenfabriek en tevens geldschieter van het initiatief. De inwijding van het kerkgebouw aan het Rietveld vond plaats op op 5 maart 1802. Van Haastert en Onderdewijngaart Canzius waren beiden voorganger, maar er was vanuit de bestaande, hervormde en katholieke, kerken veel kritiek.
In 1811 was Christo Sacrum uitgegroeid tot 120 leden, maar het faillissement van de instrumentenfabriek van voorganger Onderdewijngaart Canzius leidde het verval in. Met het overlijden van Van Haastert in 1834 kwam het einde van Christo Sacrum in zicht. Het kerkgenootschap hield kort daarna op te staan, wegens gebrek aan belangstelling, te hoge financiële lasten voor de overgebleven leden en een voortdurende kritiek van de kant van de hervormde en katholieke voorgangers in de stad.
Van Haastert schreef voor Christo Sacrum lithurgische teksten en legde zowel de façade als het interieur van het kerkgebouw vast in een aantal tekeningen. 
Van Haastert was tevens een van de stichters van het 'Kunst en Wetenschaps Minnend Gezelschap', dat in 1798 in Delft werd opgericht, onder de spreuk "Aan wetenschap gewijd, volmaakter door den tijd". Tevens was hij lid van 'Tot Nut en Vermaak' en het kunstgenootschap 'Tandem Fit Suculus Arbor'.

## Tekenaar
Isaac van Haastert hield zich als tekenaar bezig met een grote variëteit aan onderwerpen. Behalve topografische tekeningen zijn er van hem allegorische tekeningen bekend, ter viering van de terugkeer van prins Willem V en prinses Wilhelmina van Pruisen in 1787, die hij als Orangistische Delftenaar voorzag van Oranjegezinde teksten vol symboliek. Het album met deze tekeningen werd in 1869 verkocht op de veiling van de boekenverzameling van mr. J.E. van der Mandele, onder meer wethouder in Delft. In 1938 werd het album aangekocht door het gemeentearchief van Delft.
Van Haastert vervaardigde ook tekeningen die betrekking hadden op zijn wetenschappelijke interesses en zijn verzamelingen. Zo legde hij allerlei natuurkundige verschijnselen en dieren vast in zijn 'Adversaria van Natuurkundige Historische en andere Merkwaardighede', een soort aantekeningenboek, voorzien van tekeningen en knipsels. Uit eigen waarneming noteerde hij een zonsverduistering, stormen en gestrande vissen en potvissen.

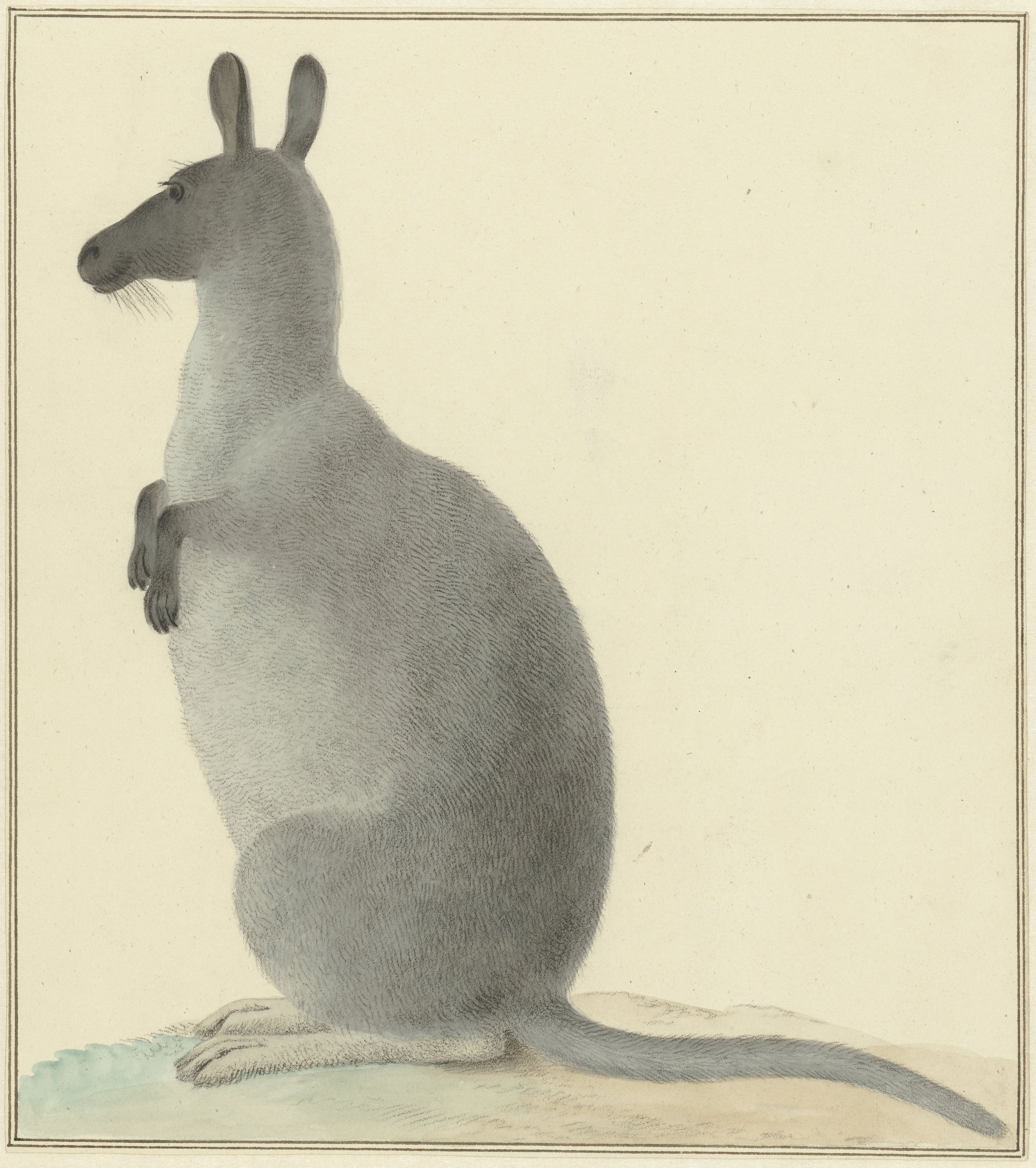
kangoeroe (tekening van Isaac van Haastert)

Behalve tekenaar en aquarellist was Van Haastert ook tekenleraar, aan de tekenacademie van het Delftse Sint-Lucasgilde.

## Verzamelaar
Het is van Van Haastert bekend dat hij, niet ongewoon in zijn tijd, een gedreven verzamelaar was van kunst, naturalia en wetenschappelijke objecten. Zo zou zijn verzameling naast prenten en schilderijen ook opgezette dieren en microscoopjes van de vermaarde Delftse wetenschapper Van Leeuwenhoek hebben bevat.
Van Haastert overleed op tachtigjarige leeftijd, als weduwnaar, te Delft, aan de Oude Delft, wijk 2 nr. 51. Johanna Maria van Maaswijk was in 1832 overleden.